# Kagylósrákok
A kagylósrákok (Ostracoda) az ízeltlábúak (Arthropoda) törzsének, ezen belül a rákok (Crustacea) altörzsének egyik jól elkülönült osztálya. Meszes alapanyagú kettős külső héjjal (teknő) rendelkeznek, amelyek kiválóan megkövesednek. A kagylósrákok teknői már a felső-kambriumból ismertek, manapság pedig a legközönségesebb élőlények közé tartoznak, hiszen gyakorlatilag mindennemű vízi környezetben előfordulnak.

## A kagylósrákok helye az állatvilágban
Az Ostracoda elnevezést Latreille használta először 1806-ban, ide sorolva a mai értelemben vett kagylósrákokat és ágascsápú rákokat (Cladocera). Először Strauss (1821) választotta szét a két csoportot és a kagylósrákokat az Ostrapoda rendbe sorolta. Nevezéktani szabályok szerint a Ostrapoda név elsőbbséget élvez, de mégis világszerte az Ostracoda név terjedt el. Klasszikus állattani tankönyvekben a kagylósrákok (Ostracoda) taxonómiai rangja rendszerint a rend, de a modernebb taxonómiai munkákban inkább alosztály vagy osztály rangot viselnek.
A kagylósrákokat különbözőképpen definiálták. Például:
Biológiai megközelítés: a testet teljesen bezárja a két teknő, melyek a hátoldalon kapcsolódnak össze. A teknő a fej (cephalon) utolsó szelvényéből kifejlődött bőrkettőzet (duplicatura), amelynek a külső lemezébe mész rakódik le. A fej teljesen a teknőn belül van. Öt pár végtagot visel. Leggyakrabban nauplius szemük van, olykor összetett szemük is lehet. A test fej utáni része a tor (thorax), a két testtáj határát a teknők összenövésének határa jelzi. A tor rövid, alig hosszabb a fejnél. A többi ízeltlábúhoz képest, maximum hét pár függelékkel rendelkeznek. Váltivarúak, lárvájuk az ún. cipriszlárva. Édesvízi és tengeri állatok, többségük vízinövényeken vagy vízfenéken él, kevés a planktonikus.
Morkhoven szerint: apró Crustaceák, szegmentáció nélküli testtel, gyengén differenciálódott fejjel és torral, a testet kétoldalról teljesen beburkoló teknőkkel. A teknők részben elmeszesedtek, két lemezből állnak: a külső teljesen és belső részlegesen meszesedett (őslénytani értelemben vett teknő). A teknők a háti oldalon záródnak. A teknők nem növekednek, hanem az állat fejlődése során levedli az idős teknőt és egy újabb, nagyobbat növeszt magának. A fejen négy pár függeléket találunk: antennulák, antennák, mandibulák és maxillák. A torhoz három pár rövid torláb kapcsolódik; egyeseknél megtaláljuk egy negyedik pár maradványait (kefeszerű szerv). A test furcában végződik, amelynek fejlettsége változik. A nemek mindig elkülönülnek, egyes esetekben a hímeket nem ismerjük.

## Anatómiájuk

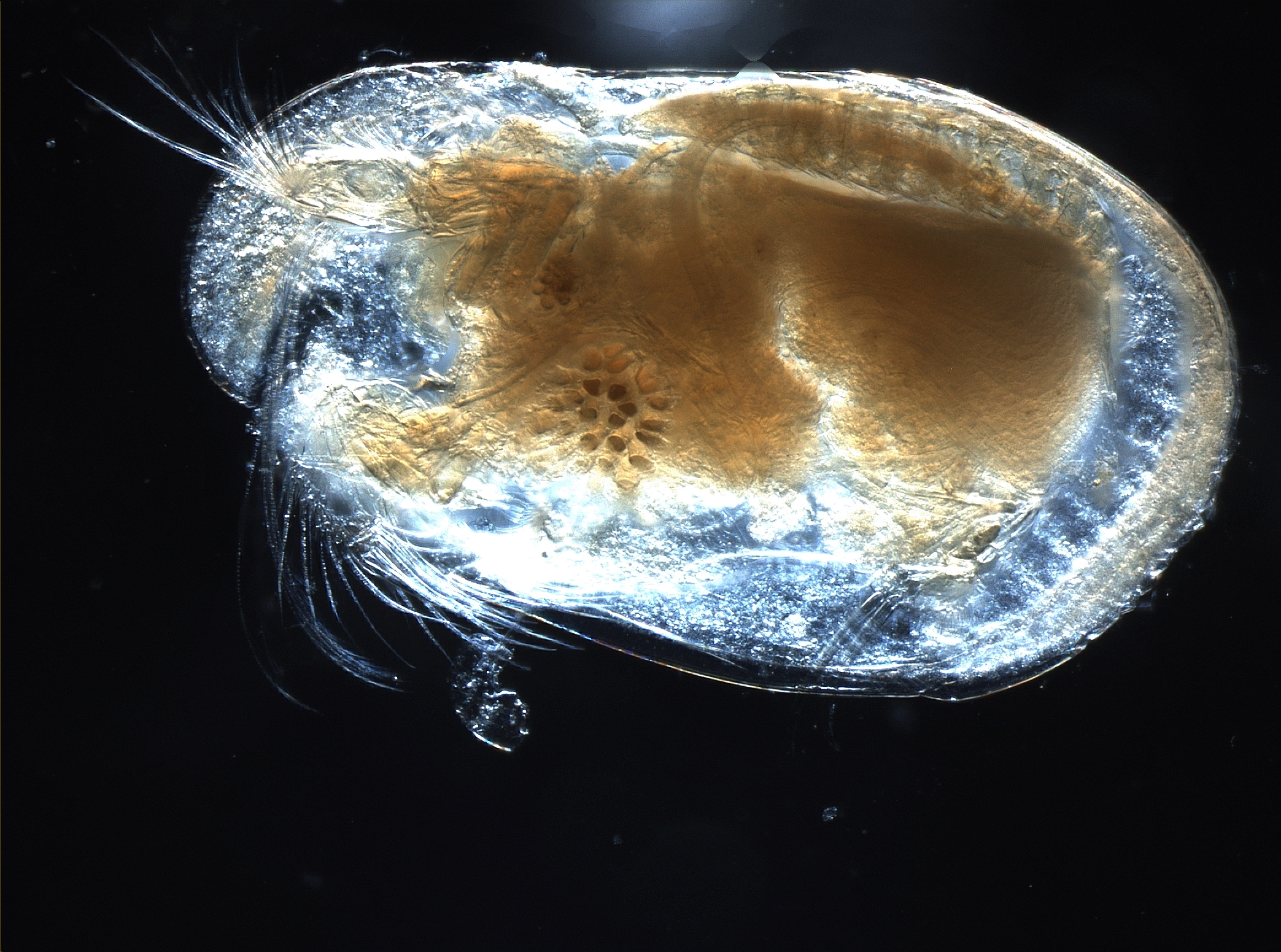
Átlátszó teknőjű kagylósrák

A kagylósrákok legjellemzőbb tulajdonsága a kettős teknő (carapax), amelybe a lágytest teljes mértékben visszahúzódhat. Ez legjobban a puhatestűekhez teszi hasonlóvá őket, innen is kapták nevüket: „mussel schrimps” (angol), „Musselkrebse” (német) vagy „schaalkreeftjes” (holland).
A kettős teknő nem külső kiválasztású védőpajzs, mint a kagylóknál, hanem a hámrétegnek (epidermis) egységes kitines borítása.
A kagylósrák teste általában ovális, ovális-szerű és a teknőkhöz illeszkedik. A függelékeken kívül a testfelépítés nem mutat szoros hasonlóságot rokonaikkal, a magasabbrendű rákokkal (Malacostraca).
Nem létezik az ízeltlábúakhoz hasonló tulajdonképpeni szegmentáció, azonban egy kicsiny összehúzódás a test közepéhez közel segít elkülöníteni két fő részt: a fejet (cephalon) és a tort (thorax). A többi ízeltlábúnál megtalálható potroh (abdomen) kezdetleges és összenőtt a torral.
Általában hét pár függelékpárral (végtagok) rendelkeznek:
- –pre-orális (a fejhez illeszkednek):
  - –antennulák
  - –antennák
  - –mandibulák
- –poszt-orális (a torhoz illeszkednek):
  - –maxillapár (ez is a fejhez illeszkedik)
  - –első pár torláb
  - –második pár torláb
  - –harmadik pár torláb

A test a kettős teknő hosszának középső kétharmadát foglalja el és a teknő háti tájékához kapcsolódik, mint egy megnyúlt kitines zacskó. A legmagasabb és legtompább az elülső részen. Egy pár furcában végződik, melyeket azonban nem sorolnak a test függelékei közé.
A kagylósrákok testét borító kettős külső fal (duplicatura) részei a külső lemez és a belső lemez (vagy lamella). A térrészt a két lemez között (vestibulum) a tulajdonképpeni kagylósrák-test oldalsó nyúlványaiként kell kezelni, hiszen nemegyszer fontos szerveket burkolnak (máj, petefészek, herék stb.). A külső lemez epidermális réteg és egy kemény, meszes réteget választ ki az egész felületén, amelyet egy kitines réteg burkol. A belső lemez külső része is elmeszesedhet. A duplicatura (meszes réteg és a kitines külső burok) alkotja a kagylósrák teknőjét. A jobb és bal teknő együttesen alkotja a carapaxot.
A két teknőt egy háti helyzetű zárosperem köti össze. Ez a szerkezet hasonlít a kagylóknál és pörgekarúaknál megtalálhatóra. Az egyik teknőn található zárosperem elemeknek a másik teknőn ezek kiegészítői vannak (pl. fog és fogmeder). A teknők peremének többi része nem kapcsolódik egymáshoz, így amikor a teknők nyitva vannak, az állat mindenféle nehézség nélkül vízhez juthat.
A belső lemez elmeszesedett része egészben vagy csak részben összenőhet a külső szilárd lemezzel. Az összenövési felületet peremi övnek nevezik. Ezt számos peremi póruscsatorna járja át, amelyekben érzékelő serték találhatók..
A carapax záródását/nyitását illetve egyes függelékek mozgását (mandibulák, antennák) a záróizmok végzik, amelyek a teknők belsejéhez tapadnak. Ezen tapadási felületek gyakran jól láthatók a meszes váz belsején: izomlenyomatoknak nevezik.

## Szaporodás
A kagylósrákok ivarosan szaporodnak, de akad példa szűznemzésre is (partenogenezis). A nemek mindig különváltak, de a hím gyakorta hiányzik. Egyes fajok kizárólag szűznemzés során szaporodnak, mások kizárólag ivarosan, de mindkét szaporodási mód előfordulhat egyazon fajon belül is. Vannak formák, amelyek csak időlegesen szaporodnak szűznemzéssel.

## Vedlés
Akárcsak a többi ízeltlábú esetében, a kagylósrákok növekedése sem folytonos. A kagylóktól és csigáktól eltérően nem fokozatosan növelik teknőjüket. A kagylósrák, miután kinövi carapaxát, elhagyja azt és újat növeszt magának. Ezt a folyamatot nevezik vedlésnek. Minden vedlési stádium után az állat méreteiben növekedik. A régebbi függelékek átalakulhatnak méretben és funkcióban, illetve újak csatlakozhatnak a testhez, még mielőtt az új carapax kiválasztódna.
A legtöbb recens kagylósrák nyolc vedlési stádiumon megy keresztül felnőtté válása során. Ezeket a stádiumokat lárvaállapotoknak nevezzük. Az utolsó stádium a felnőtt vedlés, amely után az állat felnőttnek nevezhető.
Mielőtt vedlésre kerülne sor, már kialakulnak az új külső kitines borítás, a függelékek és a duplicatura. Vedléskor az állat fokozatosan elhagyja a kitines és meszes vázát. Az új meszes váznak a kiválasztása azonnal elkezdődik, amint az állat kikerült régi carapaxából.
Általában az antennulák, antennák és mandibulák már az első lárvaállapotban megtalálhatóak, és a harmadik kivételével minden stádiumban új függelékpár csatlakozik. A többi Crustaceához hasonlóan ez a folyamat elölről hátrafelé haladva megy végbe.
A furca korán megjelenik. A szaporítószervek már a hetedik lárvaállapotban megjelennek, de csak felnőttkorban fejlődnek ki teljesen.

## Táplálkozás
Nagyon nehéz meghatározni a különböző kagylósrák csoportok táplálkozási szokásait. Úgy tűnik a legtöbb faj növényekkel táplálkozik, főleg algákkal (Ulvaceae és diatomák). A Paradoxostominaek növények folyadékaival táplálkoznak. Más formák viszont mindenevők. Úgy parányi állatok, mint növények megtalálhatók a napi táplálékadagjukban. Általában dögevők.
Parazita életmódot folytató kagylósrákok nem ismertek. Az Entocytherét eredetileg annak tartották, azonban bebizonyosodott, hogy szimbiózisban él más rákokkal.
Az összes szimbionta forma édesvízi és az Entocytherinae alcsaládba tartozik: Entocythere (Észak-Amerika), Sphaeromicola (Európa), Aspidoconcha, Laocoon, és Redekra (Karib-tenger).
A kagylósrákok parazitái között megtaláljuk egyes fonálférgek, pántlikaférgek és evezőlábú rákok lárváit. A külső paraziták közül a csillóshasúak és algák a legfontosabbak.

## Ökológia és paleoökológia

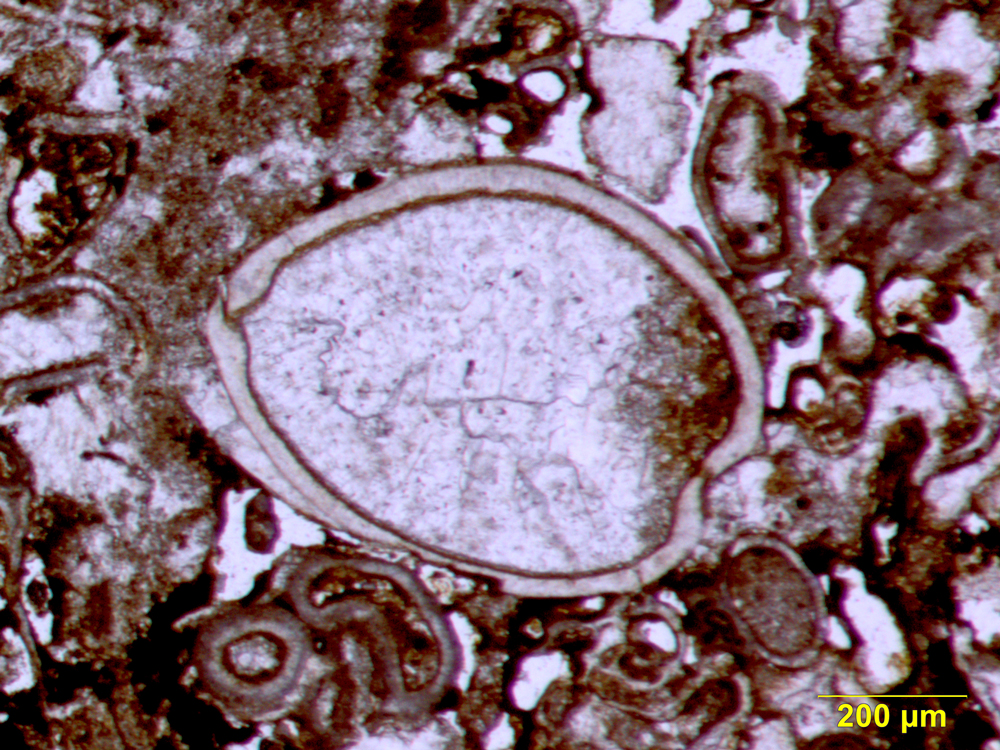
Permi kagylósrák fosszília

A recens kagylósrákok gyakorlatilag az összes vízi környezetet benépesítik. Megtalálhatóak szinte az összes édesvízi környezetben, legyen az mély tó vagy időleges útmenti pocsolya. Vannak tipikusan brakkvízi fajok is. Más formák pedig a tengeri környezeteket kedvelik: a hullámverési zónától a 3000 méternél mélyebb zónákig. Számos faj nagy tűrőképességgel rendelkezik, ami a környezeti változásokat illeti. Számos csoport azonban csak jól meghatározott biotópokban képes megélni minimális környezeti változások nélkül.
A Myodocopidáktól eltekintve az összes többi kagylósrák meszes carapaxszal rendelkezik, amely kitűnően fosszilizálódik. Ezen bentonikus (aljzati) kagylósrákok lárváinak nincsenek pelágikus (nyílt tengeri) stádiumai és az ontegenézis (egyedfejlődés) egy jól meghatározott biotópra korlátozódik.
A kagylósrákok paleoökológiai jelentőségének vizsgálatát megkönnyíti a tény, hogy számos nemnek léteznek recens formái.
A paleozoikumi kagylósrákok ökológiájáról keveset tudunk és a számos üres carapaxból legfeljebb a tanatocönózisra sikerül fényt deríteni.
Úgy az ökológiai, mint paleoökológiai tanulmányok alaptaxonja a faj, ugyanis ennek mindig jobban definiált biotópja van, mint a magasabb taxonómiai kategóriáknak. A paleoökológiában a faj sokkal többet mond, mint a genus (nem). A faj tanulmányozása viszont a kis földrajzi elterjedés miatt akadályozza meg regionális és interregionális kutatások beindítását.
A kagylósrákok nagyon ellenállóak a környezeti változásokkal szemben. Nagyon hamar képesek alkalmazkodni új környezetükhöz. A legfontosabb változások a sótartalomban, hőmérsékletben, mélységben és pH-változásban lépnek fel.

### Fényérzékenység
A nagy erősségű fényhatásnak kitett kagylósrákok árnyékos helyekre húzódnak vissza. Amennyiben sötétbe helyezzük őket, azonnal a világosság felé indulnak. Ebből kitűnik, hogy a kagylósrákok phototaxisa abnormálisan erős. Kísérletezéskor savas sorompót helyeztek az állatok elé, de a fényszükséglet annyira nagy volt számukra, hogy pusztulásba vitte őket. Az egyéni növekedés csökken a fény intenzitásának csökkenésével. Ugyanakkor kimutatták, hogy a lárvák leggyorsabban kék fényben növekednek, leglassabban pedig pirosban. A fényszükséglet fajonként változik. Számos barlanglakó kagylósrák faj is ismert, elsősorban Európából.

### ph-tolerancia
Klugh (1927) kísérletei kimutatták, hogy a Cypria és Cyprinotus 1-2 napot képes elélni pH=4 érték mellett, és akár egy hetet pH=10 mellett. Egyik faj sem pusztult el pH=6 és 8 között. Még nem tudni, léteznek-e olyan fajok, amelyek extrém pH-értékekhez szoktak volna.

### Főbb környezeti feltételek

#### Sótartalom
A kagylósrákok a többi tengeri élőlényhez hasonlóan viselkednek: a fajok száma fokozatosan csökken a 10‰ értékig, majd hirtelen zuhanni kezd az alacsonyabb sótartalomban. Az édesvízi fajok száma nagyon gyorsan csökken, ha a sótartalom értéke eléri a 3‰-et. A meio-mezohalin (3-10‰ sótartalom) tartományban kevés fajjal találkozunk. Számos ezek közül azonban alkalmazkodni képes nagyobb változásokhoz. A mezohalin (5-18‰ sótartalom) környezeteket gyakran oligohalin (0.05-3‰ sótartalom), édesvízi és még gyakrabban tengeri fajok népesítik be.
A sótartalom változása a következő változásokat indukálja a kagylósrákok teknőjének szerkezetében:
- Édesvízi formák (édesvíz-oligohalin): általában sima felületű, vékony teknőjű egyedek. Gyakorlatilag mind Cyprididaek. A zárosperem általában adont, ritkábban merodont. A díszítőelemek hiányoznak, úgyszintén a caudális nyúlvány is. A szemfoltok sohasem fejlődnek ki teljesen.
- Brakkvízi formák (mezohalin környezet): általában vastag váz, gyenge díszítéssel. A legtöbb faj a Cytheridae családba tartozik. Általában merodont, ritkábban átalakult amphidont vagy heterodont típusú. Egyes Cytheridinae genuszok (Cyprideis, Cytherissa) jellegzetes üreges tuberkulákat fejlesztenek ki, amikor alacsonyabb sótartalmú vizekbe kerülnek. Ezek hiánya, illetve létezése a fosszilis anyagban kitűnően mutatja a sótartalom változását. A Cypridea genotipikus eredetű tuberkulái azonban ugyanezt nem mutatják ki. Ugyanakkor egyes kalciumban gazdag édesvízi környezetben élő fajok sem mutatnak hasonló változást.
- Tengeri formák: gyakorlatilag az összes rostrummal rendelkező faj ide tartozik. Erős, amphidont zárosperem, szembetűnő, elágazó marginális póruscsatornákkal. Erős díszítés, jól fejlett szemfoltok.

A fent említett morfológiai elváltozásokat a recens fajok tanulmányozása során állapították meg. A paleoökológiai értékelést nehezebbé teszi a tény, hogy a kagylósrák teknők elszállítódnak és a tulajdonképpeni élőhelytől távol fosszilizálódnak.

#### Hőmérséklet
A kagylósrákok bármilyen hőmérsékletű vízben megélnek. Egyes fajok azonban kizárólag hideg vizekhez, míg mások meleg vizekhez alkalmazkodtak. Minden fajnak van egy saját hőmérséklet-toleranciatartománya, melyen belüli ingadozásokat elviselik.
Egyes fajok (Heterocypris) forrónak vizekben is megélnek (40-45 °C). Számos kagylósrák él a déli és északi féltekék hideg öveiben, illetve nagyobb mélységekben, ahol a hőmérséklet állandóan alacsony értékeket mutat. Elofson (1941) kimutatta, hogy egyes arktikus-boreális formák inkább a mélyebb vizeket részesítik előnyben, ezáltal kikerülve a tengerfelszín hőmérsékletének nyár időszaki ingadozásait. Ezek általában sztenoterm (szűk hőmérsékleti értékek közepette élő) fajok. A hőmérséklet az elsődleges faktor, ami meghatározza a biotópot, emiatt nem hanyagolható el ezek paleoklimatológiai jelentősége.
A hőmérséklet által okozott elsődleges morfológiai változás a méretnövekedés. Az arktikus-boreális fajok kétszer nagyobbak is lehetnek egyenlítővidéki társaikhoz viszonyítva.
A kagylósrákfajok száma a trópusi vidékek felé növekedik. Egyes fajok kizárólag a meleg égövre korlátozódnak, emiatt kihangsúlyozott paleoklimatológiai jelentőségük van a trópusi vidékek rekonstruálásában.
Kimutatták, hogy a kagylósrákok a hőmérséklet növekedésével egyenes arányban növekednek és a felnőtté válás periódusa akár 50%-kal is lecsökkenhet.
A hőmérséklet komplex ökológiai tényező, hiszen befolyásolja a területen található táplálékmennyiséget, a termális gradienst, az üledék milyenségét stb. Emiatt a fajok elterjedésére vonatkozó elmélet sokkal komplexebb, mintsem hogy a hőmérséklet szabályozná.

#### Mélység
- Édesvizek: nagyon kevés kagylósrák faj él a tavak mélyebb régióiban (Cytherissa, Candona, Lineocypris stb.). Számos fajt találunk föld alatti környezetekben (Candona, Cypridopsis, Sphaeromicola stb.). Mások források vidékein élnek (Ilyocypris, Ilyodromus, Potamocypris, Eucypris stb.) vagy folyóvizekben. A legtöbb faj a kevésbé turbulens vizeket kedveli. Egyesek az üledékbe ássák magukat, míg mások az aljzaton élnek. Csak nagyon kevés faj képes úszni. Ki kell emelni a Notodromast, amely a víz felszínén kapaszkodva lóg alá. Nagyon nehéz általános ökológiai következtetéseket levonni, mert egy nem (genus) nagyon sok életteret benépesíthet.
- Brakkvíz: ezen környezetek mindig sekélyvizűek, ezért a mélységi elterjedés itt nem tárgyalható.
- Tengervíz: recens kagylósrákokat szinte minden tengeri környezetből ismerünk: hullámverési zónától 3000 m mélyig. A fajok legtöbbje azonban a litorális, sekélytengeri területeket kedveli. Vannak olyan fajok, amelyek csupán egyetlen mélységi zónára jellemzőek, míg mások általános elterjedésűek (Bairdia, Cytherella, Cytheropteron). A kagylósrákok zöme a hullámverési (litorális) illetve sekélytengeri zónákban él.

A paleoökológiai vizsgálatok során nagyon nehéz a fajok mélység szerinti elkülönítése, mivel a víz gyakran elszállítja az üres teknőket.
A litorális és sekélytengeri fajokat a következő tulajdonságok alapján lehet azonosítani: erős díszítés, erős amphidont zárosperem, elágazó marginális póruscsatornák, jól fejlett szemfoltok.
A mélytengeri fajok ezzel szemben vékony, átlátszó carapaxot hordanak, ritkán fejlett zárosperem fogazattal: Cytherella, Bairdia, Bythocypris, Macrocoypris, Argilloecia, Krithe, Pseudocythere, Bythocythere, Polycope, Cytheropteron.
Ezekhez néhány erősen díszített forma tartozik (Henryhowella, Trachyleberis, Echinocythereis). Együttesen egy tipikus üledékes réteget alkotnak, amelyik főleg Észak-Európa felső krétájára jellemző.
Számos tengeri kagylósrák pelágikus életmódot folytat (pld. Myodocopidák), kevés fosszilis anyagot hagyva maguk után.

#### Szubsztrátum
Nagyon kevés adat áll rendelkezésre ezen a téren. A legfontosabb, tudományosan is bizonyított tények:
(a) a növényeken élő fajok vékony héjúak, megnyúltak, gyenge zárosperemmel, sima felületű carapaxszal;
(b) a durva üledékekben élő fajok a növényeken élőkhöz hasonlítanak;
(c) az ásó életmódot folytató fajok között kétszer több a sima felületű, mint az üledéken élők között;
(d) az ásó életmódot folytatóknak erősebb a carapaxa;
(e) a kúszó formák ventralis oldala laposabb;
(f) a legnagyobb formák iszaplakók.
Mivel a legtöbb forma a tengerparti zónákban él, ahol az üledékek összetétele gyorsan változik, nehéz a tanatocönózis alapján bármilyen következtetést is levonni a szubsztrátummal kapcsolatban.

## Törzsfejlődés

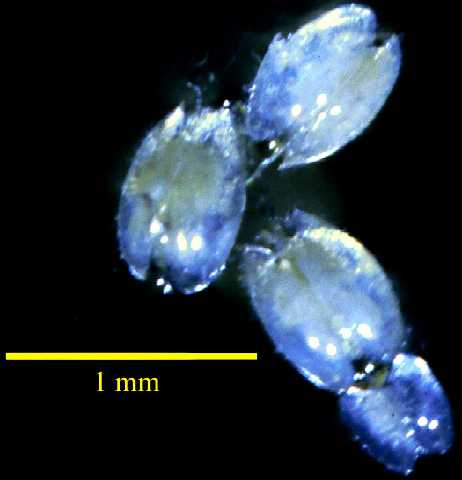
Haplochromis sp

A kagylósrákok az alsó-kambriumban jelentek meg. A kambriumi kagylósrákok tengerben éltek, maradványaikat nehéz elkülöníteni a primitív Conchostracáktól (kagylós levéllábú rákok) és az ősi Malacostracáktól (felsőbbrendű rákok). Legősibb, legalsó kambriumi maradványaikat (Heraultia) korábban a kagylók közé sorolták. Az ivari kétalakúság már a Heraultián is kimutatható. A kagylósrákok nagyobb fellendülése az ordovíciumban kezdődött. A paleozoikumban gyakori három rendjük közül egy már az alsó ordovíciumban, a másik a devonban, a harmadik a perm végén kihalt. A ma is élő rendek már az ordovíciumban megjelentek. Az édesvízi kagylósrákok az ordovíciumban jelentek meg. Törzsfejlődésükre jellemző a kezdetben egyenes háti perem fokozódó görbülése, a zárszerkezet specializálódása különböző típusú fogakkal és medrekkel, az izombenyomatok számának a csökkenése, a vedlések számának csökkenése, a teknők fokozódó elmeszesedése, a belső lemez kialakulása, valamint az összetett serték megjelenése a carapaxon.

## Földtani jelentőség
A kagylósrákok mikro-őslénytani (mikropaleontológiai) jelentősége felbecsülhetetlen. Igaz ugyan, hogy törzsfejlődési tempójuk lassúbb, mint egyes Foraminifera-csoportoké, elterjedési körük viszont sokkal szélesebb, hiszen nemcsak a tengeri üledékes kőzetekben találhatók meg, hanem a tavi és folyóvízi eredetű kőzetekben is. A kagylósrákok kitűnő környezetjelzők, a gyakorlott kutató azonnal elkülöníti a tengeri és édesvízi kagylósrákokat anélkül, hogy pontosabban meghatározná őket akár nem, akár faj szinten. Az édesvízi kagylósrákok teknői kevésbé díszesek. Az egykori kagylósrák-közösségek nagyon érzékenyen jelzik a sótartalom ingadozását, így az apróbb tengeri előrenyomulásokat/visszahúzódásokat. Ennek elsősorban a paralikus kőszénmedencék ősföldrajzi vizsgálatánál van nagy jelentősége. Korjelző kagylósrákokkal a szilurban, jurában és krétában találkozunk.

## Gyűjtésük

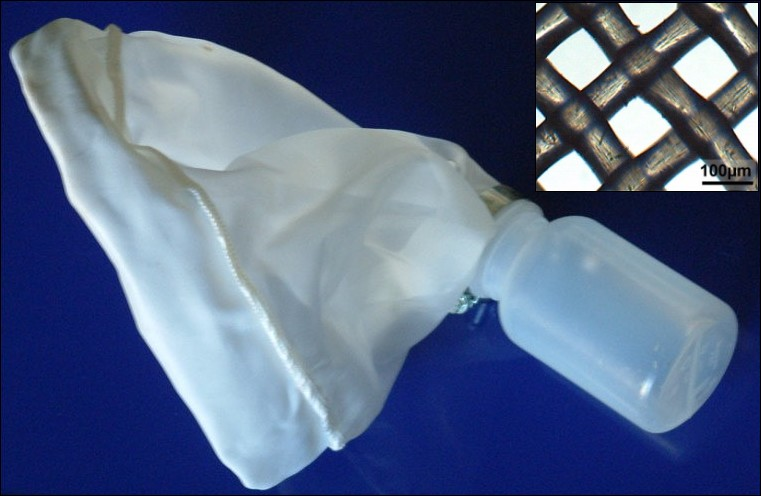
Planktonháló. Tölcsér alakú háló, alján a gyűjtőüveggel. A jobb felső sarokban kinagyítva látható a hálóanyag, a lyukak alig nagyobbak 100 mikronnál.

Kagylósrákok minden vízből gyűjthetők, ahol előfordulnak. Pelágikus életmódot folytató, vagy a növények levelein, szárain, hínárokon élő állatok esetében, az állatok testméretét figyelembe véve, a vizet át kell szűrni. Erre a 100 mikronnál kisebb lyukméretű anyagból készült szűrők alkalmasak. A szűrés a nagy víztérfogatban található kevés egyed kis térfogatba való összesűrítését célozza. Az említett anyagból tölcsér alakú ú.n. planktonhálót kell készíteni, amelynek alján kis, pár tíz ml térfogatú edénybe összegyűlnek az állatok, míg a felesleges víz a szűrőn keresztül, a tölcsér oldalain kifolyik. A planktonhálóval a mintavételi hely egyedsűrűségétől függően, 1-20 liter, vagy még több vizet kell átszűrni. Mélyebb vízrétegekből való mintavételhez mélységi mintavevő használható, amely a kívánt mélységben zárható tartály. Kis egyedsűrűség esetén apró motoros szivattyú is használható a kívánt mennyiségű víz átszűrésében. A gyűjtőüvegben összegyűlt állatok sztereonézővel és mikroszkóppal vizsgálhatók.

## Határozásuk
Az Ostracodák határozása során számos bélyeg megfigyelése szükséges lehet: a villafüggelék sertéinek és karmainak száma és alakja, az állkapocs tapogatójának végső íze, az 1. láb alakja, a teknők szőrözöttsége, dudorok a teknőkön, a teknők illeszkedése, a 3. láb járóláb -e, és van e rajta tisztítókészülék, az összes végtag esetében az ízek száma, alakja, stb.
Hogy ezek a bélyegek láthatóvá váljanak, az állatot átlátszóvá kell tenni és a teknőket eltávolítani. Ehhez tejsavas színtelenítés alkalmazható. Az állatok példányát kis edényben kell helyezni, amelyben minél kevesebb vízben legyenek. Ezután abszolút alkoholt kell rájuk önteni. Ezt követően tiszta tejsavat kell önteni az edénybe és hagyjni kell állni 24 órán keresztül. Az alkohol behatol az állatok testébe, a tejsav pedig oldódik az alkoholban. Így a tejsav is átjárja az állatok testét. Az alkohol idővel elpárolog, a tejsav pedig feloldja a belső szerveket. Végül az elszíntelenedett, átlátszó kutikula marad a viszkózus tejsavban.
Ezután a rákok héját apró tűkkel, sztereomikroszkóp alatt boncolva kell eltávolítani. Az így elkészített preparátumot le kell fedni, de a fedőlemez széleit vékony műanyag csíkokkal alá kell támasztani, hogy ne préselje szét a testet. 1000x-es és 400x-os nagyítás mellett vizsgálhatók a legjobban a preparátumon a szükséges bélyegeket.

## Rendszerük
Egy közel természetes rendszertan csakis a különböző taxonok összehasonlító anatómiai vizsgálatai után határozható meg. A taxonómia fő feladata azon kritériumok meghatározása, amelyek alapján a monofiletikus egységek elhatárolása történik.
A kagylósrákok rendszertanában is sok a vitatott kérdés, ugyanis a biológusok a ma élő fajokat a lágy szerveik alapján csoportosították, míg a paleontológusnak, aki a fosszilis fajokat tanulmányozza, ez a lehetőség nem adatik meg, kénytelen a megkövült váz morfológiájának bélyegeit felhasználni taxonómiai kritériumokként. A paleontológus előnye azonban az, hogy képes nyomon követni egyes fajok, sőt csoportok evolúcióját a földtörténeti korok során, míg a biológus csak a földtörténet egyetlen pillanatára, a jelenre szorítkozhat.
A rendszertan kereteit a biológusok állították fel az állat lágy szervei alapján. A fosszilis formákat ebbe a keretbe sorolták. A rendszertan még nem végleges, az idők során is sokat változott és a jövőben is biztosan változni fog.